# 梁街玉皇阁
梁街玉皇阁，位于山东省嘉祥县老僧堂镇，是中华人民共和国山东省省级文物保护单位之一。
2022年，列入第六批山东省文物保护单位，该文物保护单位是一座古建筑。